# Communauté de communes du Pays fouesnantais
Pour les articles homonymes, voir CCPF.
La communauté de communes du Pays fouesnantais est une communauté de communes française, située dans le département du Finistère, en région Bretagne. Son siège est Fouesnant.

## Historique
La communauté de communes du Pays fouesnantais a été créée le 28 décembre 1993. Elle regroupe l'ensemble des communes du canton de Fouesnant. À la différence de l'organisation cantonale qui est imposée par l'administration pour les élections des conseillers généraux, la communauté de communes est une association de délégués élus lors des conseils municipaux. L'objectif est de promouvoir des projets communs ou de défendre les intérêts des administrés.
Auparavant, les élus de l'intercommunalité étaient les maires de chaque commune nommés délégués de droit.

## Territoire communautaire

### Géographie
Située au sud  du département du Finistère, la communauté de communes du Pays Fouesnantais regroupe 7 communes et s'étend sur 130,3 km2.

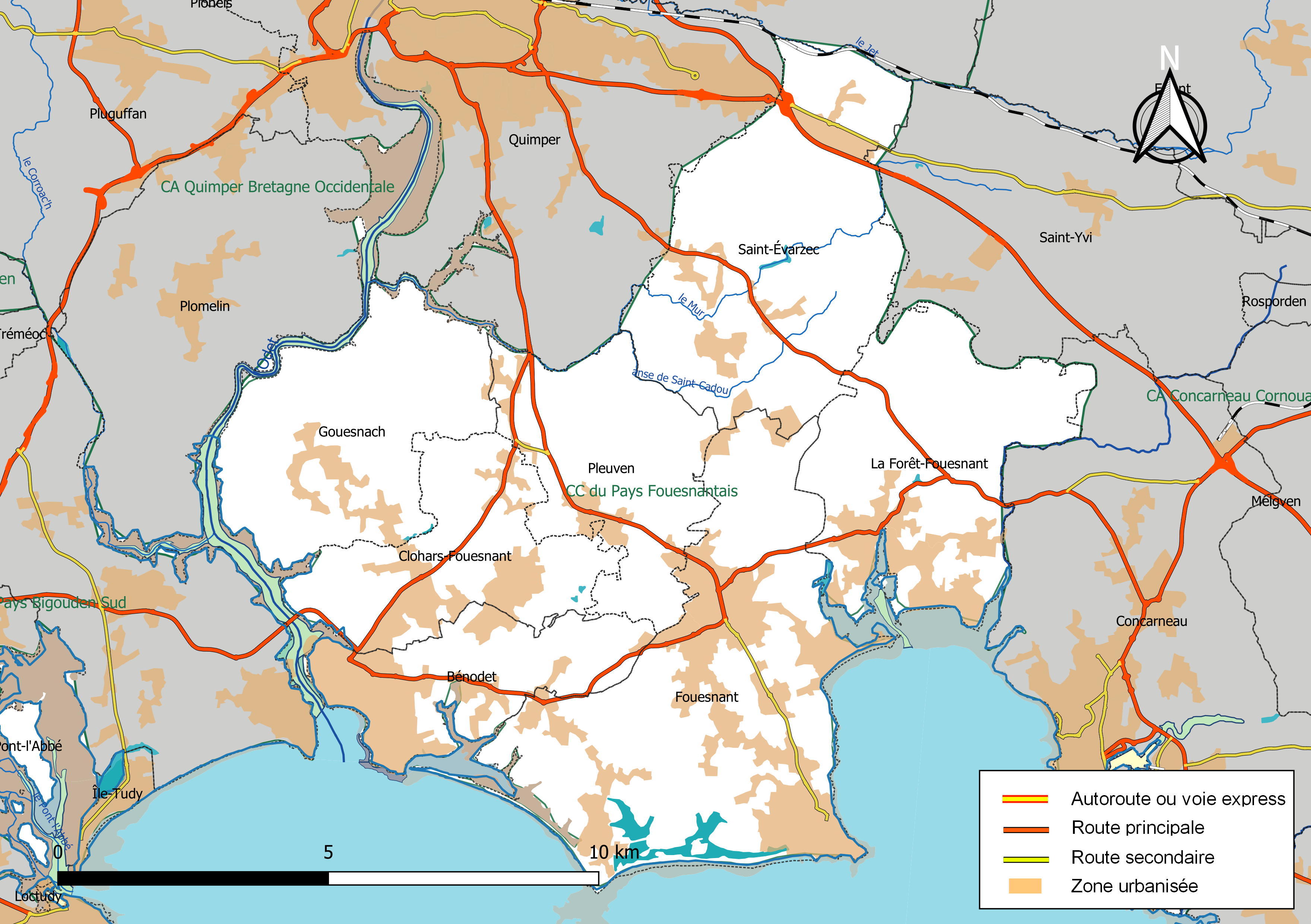
Carte de la communauté de communes du Pays Fouesnantais au 1er janvier 2019.

### Composition
La communauté de communes est composée des 7 communes suivantes :

| Nom                | Code Insee | Gentilé      | Superficie (km2) | Population (dernière pop. légale) | Densité (hab./km2) |
| ------------------ | ---------- | ------------ | ---------------- | --------------------------------- | ------------------ |
| Fouesnant (siège)  | 29058      | Fouesnantais | 32,76            | 10 204 (2022)                     | 311                |
| Bénodet            | 29006      | Bénodétois   | 10,53            | 3 878 (2022)                      | 368                |
| Clohars-Fouesnant  | 29032      | Cloharsiens  | 13,02            | 2 152 (2022)                      | 165                |
| La Forêt-Fouesnant | 29057      | Forestois    | 18,53            | 3 485 (2022)                      | 188                |
| Gouesnach          | 29060      | Gouesnachais | 17,07            | 2 765 (2022)                      | 162                |
| Pleuven            | 29161      | Pleuvennois  | 13,69            | 3 298 (2022)                      | 241                |
| Saint-Évarzec      | 29247      | Varzécois    | 24,65            | 3 491 (2022)                      | 142                |

### Évolution démographique
La Communauté de communes du Pays fouesnant aïs est passée, selon l'Insee, de 27 487 habitants en 2015 à 29 002 habitants en 2021, soit un gain de 1 515 habitants (+5,5 %) en six ans, les croissances les plus fortes étant constatées à Pleuven (gain de 450 habitants, + 16,2 %), Bénodet (gain de 285 habitants, + 8,1%) et Fouesnant (gain de 529 habitants, + 5,5 %) ; seule la commune de Saint-Évarzec a connu une légère diminution (perte de 24 habitants, - 0,7 %).

## Siège
Le siège de la communauté de communes est situé à Fouesnant.

### Conseil communautaire
| Nombre de conseillers | Communes                                   |
| --------------------- | ------------------------------------------ |
| 10                    | Fouesnant                                  |
| 5                     | Bénodet, La Forêt-Fouesnant, Saint-Évarzec |
| 4                     | Gouesnach, Pleuven                         |
| 3                     | Clohars-Fouesnant                          |

## Le pôle de déchets de Kerambris
La communauté de communes gère entre autres un site installation classée pour la protection de l'environnement (ICPE) ou  « Pôle de déchets de Kerambris » qui comprend une déchèterie, une usine de traitement des boues de stations d'épuration et une usine de traitement des algues vertes inaugurée le 8 juillet 2013,.
En 2018 l'unité de traitement des algues vertes a traité 7 060 tonnes (elle en avait traité 12 496 tonnes en 2012, année record) ; le processus de traitement revient à 45 € la tonne.
Les échouages d'algues vertes proviennent principalement du Cap Coz, de Kerleven et de La Forêt-Fouesnant ; ils se produisent principalement par vent du sud-est et grande chaleur (202 tonnes ramassées en 2 jours les 26 et 27 juin 2019 sur les seules plages de Fouesnant).